# Nemesia pavani
Nemesia pavani là một loài nhện trong họ Nemesiidae.
Nemesia pavani được miêu tả năm 1978 bởi Dresco.